# Hełmówka mcholubna
Hełmówka mcholubna (Galerina mniophila (Lasch) Kühner) – gatunek grzybów należący do rodziny podziemniczkowatych (Hymenogastraceae).

## Systematyka i nazewnictwo
Pozycja w klasyfikacji według Index Fungorum: Galerina, Hymenogastraceae, Agaricales, Agaricomycetidae, Agaricomycetes, Agaricomycotina, Basidiomycota, Fungi.
Po raz pierwszy takson ten zdiagnozował w 1828 roku Wilhelm Gottlob Lasch, nadając mu nazwę Agaricus mniophilus. Obecną, uznaną przez Index Fungorum nazwę nadał mu w 1935 roku Robert Kühner. Synonimy:
- Agaricus mniophilus Lasch 1828
- Galera hypnorum var. mniophila (Lasch) P. Kumm. 1871
- Galera mniophila (Lasch) Gillet 1876

Nazwę polską zaproponował Władysław Wojewoda w 2003 r., Barbara Gumińska w 1982 r. opisywała ten takson pod nazwą hełmówka meszykowa>.

## Morfologia
Kapelusz
O średnicy 12–30 mm, u młodych okazów wąski, później dzwonkowaty do stożkowatego. Jest prążkowany do środka, czasami silnie, a nawet prawie bruzdkowany z wierzchołkiem mniej więcej tępym. Powierzchnia o barwie od brudno miodowożółtawej do brudno miodowobrązowawej czasami jaśniejsza na brzegu, ze środkiem szklistym i znacznie bledszym niż pozostałość kapelusza, często błyszcząca, pod soczewką promieniście włókienkowata, naga. Brzeg czasami wydłużony poza blaszki drobnymi ząbkami.
Blaszki
11–18 z blaszeczkami (l = 1–3), dość szeroko przyrośnięte, brązowokremowe do jasnobrązowych, jasnobrązowożółte, z tendencją do jaskrawości, płowe i matowe lub tej barwy co kapelusz.
Trzon
O wysokości 20–70 mm i grubości 1–2 mm, walcowaty lub lekko rozdęty do bulwiastego u podstawy, czasami zakrzywiony, czasami falisty, szklisty, pusty. Powierzchnia u góry biaława, w dolnej części lekko wybarwiona, czasami prawie całkowicie, na kolor bladomiodowy, rzadziej miodowobrązowy do płowożółtego, u góry białawo oprószona, czasami tylko na wierzchołku. Osłona biała, cienka, wyraźna u młodych okazów, ale bardzo nietrwała, zwykle pozostawiająca kilka białych włókienek mniej lub bardziej przylegających, ale nie tworząca strefy pierścieniowej.
Miąższ
Bardzo cienki, szklisty, w tym samym kolorze, bez wyraźnego mącznego zapachu, smak łagodny lub lekko mączny, szczególnie w trzonie.
Cechy mikroskopowe
Zarodniki 9,2–11,5(13,5) x 5,7–7,2(8) μm, w widoku z przodu jajowate, w widoku z boku nierównoboczne, pod mikroskopem w stanie świeżym wyraźnie żółte, ze ścianą prawie gładką lub bardzo nieznacznie i nieregularnie pomarszczoną i gładką i mniej lub bardziej wyraźnie odgraniczoną porą rostkową. Podstawki 26–34 × 7,5–9 μm, 4-zarodnikowe. Pleurocystyd brak. Cheilocystydy wąsko wrzecionowate o średnicy około 8 μm. Skórka kapelusza zbudowana ze strzępek o średnicy o średnicy 3,5–6 μm ze sprzążkami.

## Występowanie i siedlisko
W Europie Północnej hełmówka mcholubna jest szeroko rozprzestrzeniona. W piśmiennictwie naukowym na terenie Polski podano wiele jej stanowisk. Rozprzestrzenienie i stopień zagrożenia w Polsce nie są znane.
Grzyby saprotroficzne. Siedlisko: różnego typu lasy, piaszczyste wydmy. Rośnie na ziemi wśród mchów torfowców. Owocniki pojawiają się od maja do listopada.